# Crocidura microelongata
Crocidura microelongata és una espècie de mamífer eulipotifle de la família de les musaranyes (Soricidae). És endèmica de l'illa indonèsia de Sulawesi, on viu a altituds d'entre 700 i 2.600 msnm. L'holotip tenia una llargada de cap a gropa de 206 mm, la cua de 111 mm, les potes posteriors de 20 mm i les orelles de 10 mm. Pesava 12,5 g. Té el pelatge dorsal de color negre-gris i el ventral argentat. El seu nom específic, microelongata, es refereix al fet que sembla una versió més petita del seu congènere C. elongata. Com que fou descoberta fa poc, l'estat de conservació d'aquesta espècie encara no ha estat avaluat formalment.